# 2022年美國州長選舉
2022年美國州長選舉於2022年11月8日在36個州和3個領地舉行。如果其他州長席位空缺，也可能會舉行特別選舉（取決於州法律）。
由於大多數州長的任期為四年，除兩個席位外的所有席位的最後一次定期州長選舉在2018年舉行。新罕布什爾州和佛蒙特州州長，各自的任期為兩年，參加了2020年選舉。2022年州長選舉將與其他幾個聯邦、州和地方選舉同時舉行。